# Saint-Jean-le-Vieux (Isère)
Saint-Jean-le-Vieux é uma comuna francesa na região administrativa de Auvérnia-Ródano-Alpes, no departamento de Isère.